# Simon Vervacke
Simon Vervacke (10 september 2006) is een Belgisch voetballer die sinds januari 2025 uitkomt voor KSC Lokeren-Temse.

## Carrière
Vervacke ondertekende in juli 2024 een profcontract bij KMSK Deinze, waar hij een deel van zijn jeugdopleiding genoot. Eerder speelde hij ook bij de jeugd van KAA Gent. Vervacke begon het seizoen 2024/25 bij de beloften van Deinze, maar op 23 november 2024 maakte hij in speciale omstandigheden zijn profdebuut: toen de eerste ploeg in staking ging wegens betalingsachterstand, moest Deinze noodgedwongen met zijn beloftenploeg in actie komen tegen Francs Borains. Deinze verloor de competitiewedstrijd tegen Francs Borains met 0-3, ondanks een puike partij van Vervacke. De tiener stond in de twee weken daarop ook in doel tegen RFC de Liège (3-0-nederlaag) en RFC Seraing.
Op 11 december 2024 werd Deinze na een maandelange doodsstrijd officieel failliet verklaard, waardoor Vervacke een transfervrije speler was. Lang bleef de doelman weliswaar niet zonder club zitten: begin januari 2025 vond hij immers onderdak bij reeksgenoot KSC Lokeren-Temse.

## Clubstatistieken
| Seizoen         | Club              | Land            | Competitie      | Competitie | Competitie | Beker | Beker | Supercup | Supercup | Europees | Europees | Totaal | Totaal |
| Seizoen         | Club              | Land            | Competitie      | Wed.       | Dlp.       | Wed.  | Dlp.  | Wed.     | Dlp.     | Wed.     | Dlp.     | Wed.   | Dlp.   |
| --------------- | ----------------- | --------------- | --------------- | ---------- | ---------- | ----- | ----- | -------- | -------- | -------- | -------- | ------ | ------ |
| 2024/25         | KMSK Deinze       | Vlag van België | Eerste klasse B | 3          | 0          | 0     | 0     | —        | —        | —        | —        | 3      | 0      |
| 2024/25         | KSC Lokeren-Temse | Vlag van België | Eerste klasse B | 0          | 0          | 0     | 0     | —        | —        | —        | —        | 0      | 0      |
| Carrière totaal | Carrière totaal   | Carrière totaal | Carrière totaal | 3          | 0          | 0     | 0     | 0        | 0        | 0        | 0        | 3      | 0      |

Bijgewerkt op 3 januari 2025.
1 Merckx ·
2 El Banouhi ·
3 Dianganga ·
5 Boujouh ·
6 Brebels ·
7 Lambo ·
8 Van Hauter ·
9 Van Moerzeke ·
10 Soumaré ·
11 Myny ·
13 Gabriël ·
14 Janssen ·
15 Vinck ·
19 Ntamack ·
22 Tshimanga ·
25 Boonen ·
26 Vervaque ·
27 Bongiovanni ·
29 Spegelaere ·
30 Pérez ·
33 Van Elsuwege ·
35 Van Daele ·
39 Baert ·
44 Nainggolan ·
45 Seck ·
55 Van Aerschot ·
56 Vervacke ·
74 Fontaine ·
88 Prychynenko ·
97 Calant ·
Coach: Vreven